# Captain Toad: Treasure Tracker
Captain Toad: Treasure Tracker, conocido en Japón como Susume! Kinopio-taichō (進め! キノピオ隊長?  lit. ¡En marcha! Capitán Kinopio), es un videojuego de puzle y plataformas desarrollado por Nintendo EAD y publicado por Nintendo para la consola Wii U. El juego es un spin-off de la franquicia Mario, basado en un minijuego originalmente aparecido en Super Mario 3D World. Presentado por primera vez en el evento digital de Nintendo en el E3 2014, el lanzamiento del juego es el 13 de noviembre de 2014 en Japón, el 5 de diciembre del mismo año para territorio estadounidense, el 2 de enero de 2015 en Europa y en Australia y Nueva Zelanda el 10 de enero de 2015.
El juego llegó posteriormente a las consolas Nintendo 3DS y Nintendo Switch el 13 de julio de 2018.

## Jugabilidad
Captain Toad: Treasure Tracker se basa en las aventuras del jefe de la Cuadrilla Toad, visto por primera vez en Super Mario Galaxy, debutando como personaje jugable en Super Mario 3D World.
En el juego, el jugador controla al capitán Toad, que debe navegar de forma segura a través de diversos obstáculos con el fin de llegar a una estrella de oro que hay al final de cada nivel. El Capitán Toad no puede saltar, pero es capaz de sacar las raíces, que revelan monedas o los nabos que se pueden lanzar a los enemigos, como en Super Mario Bros. 2. También puede recoger una especie de pico que, al igual que el martillo que encontramos en Donkey Kong y Mario vs. Donkey Kong, le deja derrotar a los enemigos y romper los bloques por un breve período de tiempo. El jefe de la Cuadrilla Toad puede ser golpeado dos veces antes de morir, y puede recoger champiñones para restaurar su salud, también como en Super Mario Bros. 2. Los jugadores pueden manipular la cámara para ver alrededor del nivel, que puede revelar áreas ocultas que contienen gemas de bonificación. 
El juego hace uso de las características del GamePad, de los Joy-Con o de la pantalla táctil de 3DS, ya que el jugador puede tocar la pantalla para manipular las plataformas, así como utilizar los controles giroscópicos para apuntar nabos mientras que monta en carros de la mina. El juego se compone de varios mundos del juego, como casas de Boo, las colinas y los niveles en el espacio. También hay jefes como el principal villano Wingo, Kamek y un dragón.
El juego termina con la frase "La aventura continúa en Super Mario 3D World, o Super Mario Odyssey", dependiendo de la consola que usa el jugador.

### Características
En el juego hay niveles especiales basados en Donkey Kong (en la parte 3 de la historia), Super Mario 3D World (desbloqueado tras el final del juego transfiriendo sus datos de guardado) y Super Mario Odyssey (en la versión lanzada en 2018 sustituyendo a los de 3D World presentes en Wii U).

## Recepción
Con el cierre del E3 2014, el sitio IGN reunió a su equipo para elegir cuáles eran los mejores juegos que aparecieron en el evento y "Captain Toad: Treasure Tracker ganó la categoría del "Mejor Juego de Puzzle" del 2014.